# Janvier 1887

## Événements
- 6 janvier :
  - Victoire éthiopienne de Ménélik à la bataille de Chelenqo (Tchalénko) sur l'émir du Harrar. Les forces de Ménélik massacrent 11 000 soldats et s’emparent de quelques canons Krupp. Annexion du Harrar et de l’Illubabor. Ménélik y installe son cousin le ras Makonnén (mort en 1907).
    - Harrar est une des plaques tournante du commerce des armes en Afrique orientale. Arthur Rimbaud, qui y réside entre 1880 et 1891, décrit dans sa correspondance l’importance des profits de ce trafic[1].

  - Le général Ulysse Heureaux est élu président de la République dominicaine. Il gouverne en dictateur jusqu’à son assassinat en 1899. Il plonge la République dominicaine dans une très grave crise économique.

- 8 janvier : début de la construction de la Tour Eiffel à Paris.

- 11 janvier, France : Clément Duval, membre du groupe anarchiste « La Panthère des Batignolles » est condamné à mort pour avoir poignardé le brigadier Rossignol lors d'un cambriolage. Il est gracié et sa peine commuée en travaux forcés à perpétuité[2].

- 20 janvier : début d'une expédition d'Afrique par Stanley et Stairs destinée à apporter de l'aide à Mehmed Emin Pasha.

- 25 janvier : le conservateur Louis-Olivier Taillon, Premier ministre du Québec.

- 26 janvier : une colonne militaire italienne partie des colonies de la mer Rouge s’aventure en Éthiopie pour porter secours aux assiégés de la ville de Saati. Ras Alula, chef de l’Asmara, défait les Italiens à la bataille de Dogali, qui perdent 430 hommes.

- 29 janvier : le libéral Honoré Mercier, Premier ministre du Québec. Mise en place de son gouvernement

## Naissances
- 3 janvier : August Macke, peintre allemand († 26 septembre 1914).
- 21 janvier : Georges Vézina, gardien de but au hockey sur glace professionnel.
- 26 janvier : François Faber, coureur cycliste luxembourgeois († 9 mai 1915).
- 28 janvier : Arthur Rubinstein, pianiste polonais († 20 décembre 1982).

## Décès
- 9 janvier : Leon Fernandez Bonilla, historien, avocat et diplomate costaricien (° 17 février 1840).
- 23 janvier :
  - Louis-Marie-Joseph-Eusèbe Caverot, cardinal français, archevêque de Lyon (° 26 mars 1806).
  - Adam Piliński, graveur polonais (° 22 novembre 1810).
- 26 janvier : Victor Lucq, politicien belge (° 11 février 1829).
- 30 janvier : Jacques Desroches-Valnay, peintre et dessinateur français (° 1848).